# Brittiska F3-mästerskapet 1991
Brittiska F3-mästerskapet 1991 var ett race som vanns av Rubens Barrichello.

## Slutställning
| Plats | Förare             | Poäng |
| ----- | ------------------ | ----- |
| 1     | Rubens Barrichello | 74    |
| 2     | David Coulthard    | 66    |
| 3     | Gil de Ferran      | 54    |
| 4     | Jordi Gené         | 50    |
| 5     | Marcel Albers      | 43    |
| 6     | Rickard Rydell     | 41    |